# Aspekt (ekologie)
Aspekt je v ekologii období, určené stavem jednotlivých ekosystémů během kalendářního roku.

## Středoevropské aspekty
V zeměpisných šířkách mírného pásu jsou při podrobnějším členění rozeznávána kromě běžných čtyř ročních období (jaro, léto, podzim a zima), ještě další dvě – předjaří a pozdní léto.

### Základní dělení
1. zimní aspekt – velmi přibližně: prosinec až únor – zjednodušeně zván zima
2. předjarní aspekt – velmi přibližně: březen až duben – zjednodušeně zván předjaří
3. jarní aspekt – velmi přibližně: květen až červen – zjednodušeně zván jaro
4. letní aspekt – velmi přibližně: červen až červenec – zjednodušeně zván léto
5. pozdně letní aspekt – velmi přibližně: srpen až září – zjednodušeně zván pozdní léto nebo babí léto (někdy též nesprávně zvané indiánské léto)
6. podzimní aspekt – velmi přibližně: říjen až listopad– zjednodušeně zván podzim

Každý aspekt trvá přibližně jeden až tři měsíce, délky jednotlivých období nejsou nijak přesně kalendářně vymezeny, každý rok se aktuální hranice jednotlivých ekologických ročních dob mění a posouvají v závislosti na výkyvech počasí.

## Použitý zdroj
- doc. MUDr. Jiří Manych, DrSc. Ekologie pro lékaře, str. 90, vydalo Avicenum v roce 1988, katalogové číslo 735 21-08/25
- Randuška,D., Vorel, J., Plíva, K. – Fytocenológia a lesnícka typológia